# Sławomir Wieloch
Sławomir Roman Wieloch (ur. 17 stycznia 1969 w Czeladzi) – polski hokeista, reprezentant Polski, olimpijczyk z Albertville 1992, trener hokejowy.

## Kariera klubowa
W Ekstralidze rozegrał w sumie 628 meczów zdobywając w nich 340 goli.
- GKS Jastrzębie (wychowanek[1], 1986-1987)
- Zagłębie Sosnowiec (1987-1991)
- Unia Oświęcim (1991-2002)
- Zagłębie Sosnowiec (2002-2003)
- Orlik Opole (2003-2004)
- Cracovia (2004-2005)
- GKS Jastrzębie (2005-2006), grający asystent trenera Edwarda Miłuszewa[2][3]
- Unia Oświęcim (2006-2007)

## Kariera reprezentacyjna
W reprezentacji Polski (w latach 1991-1997) rozegrał 87 meczów, zdobywając w nich 20 goli.
Uczestnik mistrzostw świata w:
- Lublanie w 1991 roku (gr. A) – 12. miejsce,
- Eindhoven w 1993 roku (gr.B) – 14. miejsce,
- Bratysławie w 1995 roku (gr.B) – 15. miejsce,
- Eindhoven w 1996 roku (gr. B) – 17. miejsce,
- Katowicach w 1997 roku (gr. B) – 17. miejsce.

Na igrzyskach w 1992 roku był członkiem drużyny hokejowej, która zajęła 11. miejsce.

## Sukcesy
Reprezentacyjne
- Awans do MŚ do lat 20 Grupy A: 1989
- Awans do Grupy A mistrzostw świata: 1991

Klubowe
- Złoty medal mistrzostw Polski (6 razy): 1992, 1998, 1999, 2000, 2001, 2002 z Unią
- Srebrny medal mistrzostw Polski (5 razy): 1993, 1994, 1995, 1996, 1997 z Unią
- Brązowy medal mistrzostw Polski (2 razy): 1988, 1990 z Zagłębiem
- Puchar Polski (1 raz): 2000 z Unią Oświęcim
- Finał Pucharu Polski (1 raz): 2005 z Unią

Indywidualne
- Mistrzostwa Świata do lat 20 grupy B w 1989:
  - Trzecie miejsce w klasyfikacji kanadyjskiej turnieju: 12 punktów
- I liga polska w hokeju na lodzie (1994/1995):
  - Pierwsze miejsce w klasyfikacji kanadyjskiej: 64 punkty

Wyróżnienia
- Złoty Kij za sezon 1995/1996

## Kariera trenerska
Po zakończeniu kariery sportowej podjął pracę trenera. Został asystentem trenera Unii Oświęcim, pierwszy raz do 2011, ponownie od 2015.
Sukcesy szkoleniowe
- Brązowy medal mistrzostw Polski: 2011
- Finał Pucharu Polski: 2011